# Прапор Гамбії
Прапор Гамбії — один з офіційних символів держави Гамбія. Прийнятий 18 лютого 1965 року. Є полотнищем з трьома горизонтальними смугами, середня смуга окантована двома вузькими смугами. Оригінальна ідея прапора належить художникам Гамбії, але дизайн був розроблений в Лондонській Гербовій колегії, Л. Томасі.

## Опис прапора
Верхня смуга — червоного кольору, середня — синього. Нижня — зеленого. Синя смуга вужче решти смуг за рахунок окантовки білого кольору, яка символізує єдність народу, мир і процвітання. Червоний колір означає сонце на небі, синій колір символізує річку Гамбія, зелений — землю країни. За іншою версією: річка Гамбія (синій колір) протікає між екваторіальними джунглями (зелений колір) та червоними ґрунтами савани (червоний колір).
Пропорції ширини смуг — 6:1:4:1:6. Відношення ширини прапора до довжини 2:3.
| Колір    | RGB       | Pantone     |
| -------- | --------- | ----------- |
| Червоний | 206:17:38 | 186         |
| Синій    | 12:28:140 | Reflex Blue |
| Зелений  | 28:119:40 | 364         |

## Конструкція прапора
|                     |
| конструкція прапора |

## Історичні прапори

Прапор Британської Західної Африки 1870 — 1889
Прапор Британської колонії Гамбія 1889 — 1965
Прапор Губернатора Британської Західної Африки 1870 — 1889
Прапор губернатора Британської колонії Гамбія 1889 — 1965
Прапор Генерал-губернатора Гамбії 1965 — 1970